# Austmarka (Radøy)
Austmarka is een plaats in de Noorse gemeente Alver, provincie Vestland. Austmarka telt 392 inwoners (2007) en heeft een oppervlakte van 0,27 km².